# Ponderinella xacriaba
Ponderinella xacriaba is een slakkensoort uit de familie van de Tornidae. De wetenschappelijke naam van de soort is voor het eerst geldig gepubliceerd in 2009 door Absalão.